# Hinikissia Albertine Ndikert
Hinikissia Albertine Ndikert (sinh 15 tháng 9 năm 1992) là một vận động viên nước rút điền kinh  người thi đấu quốc tế cho Tchad.
Ndikert đại diện cho Tchad tại Thế vận hội mùa hè 2008 ở Bắc Kinh. Cô thi đấu ở chặng nước rút 100 mét và đứng thứ bảy trong sức nóng của mình mà không tiến vào vòng hai. Cô chạy quãng đường trong khoảng thời gian 12,55 giây.